# Taktik (Fußball)
Die Taktik ist bei der Sportart Fußball die festgelegte Spielweise einzelner Spieler (Individualtaktik), von Mannschaftsteilen (Gruppentaktik) oder der gesamten Mannschaft (Mannschaftstaktik). Die Taktik bestimmt meist der Trainer. Sie kann spielentscheidend sein und hängt von vielen Faktoren ab: Den Fähigkeiten der einzelnen zur Verfügung stehenden Spieler (wie deren Fußballtechnik, Beweglichkeit, Schnelligkeit, Ausdauer etc.), der Mannschaftsstruktur, ihrer mannschaftlichen Entwicklung und ihrem Ausbildungsstand usw. sowie insbesondere auch von der Anpassung an den jeweiligen Gegner und in bestimmten Situationen (Angriff/Abwehr, Heimspiel/auswärts, …).
Da Fußball ein Mannschaftssport ist, ist es wesentlich komplizierter, eine erfolgbringende Taktik zu finden und anzuwenden als in einer Individualsportart.

## Bereiche der Fußballtaktik
Taktik ist die Lehre von der Führung und Organisation des sportlichen Wettkampfs. Sie ist die Kunst, die eigenen technischen und konditionellen Fähigkeiten und Fertigkeiten möglichst erfolgreich einzusetzen. Ihr Ziel ist es, am Ende wenigstens ein Tor mehr als der Gegner erzielt zu haben und damit zu siegen – bzw. zumindest nicht zu verlieren – und dazu alle erlaubten Mittel einzusetzen. Der Erfolg hängt aber auch im Fußball vom Ineinandergreifen aller leistungsbestimmenden Faktoren ab; erst technisch und konditionell perfekte Spieler machen aus einem taktischen Plan eine erfolgreiche Handlung.
Die Vielzahl taktischer Erkenntnisse im Fußball wird nach Bauer wie folgt geordnet:
- Allgemeine Taktik: Dieser Bereich der Taktik wird unterteilt in:

- Individualtaktik; die auf den einzelnen Spieler bezogene Taktik
- Gruppentaktik; auf mehrere Beteiligte bezogen
- Mannschaftstaktik; die ganze Mannschaft betreffend

- Taktik der Spielpositionen; wie Torwart Verteidiger, Mittelstürmer etc.
- Spezielle Taktik; abhängig von den Bedingungen des Spieltages, dem Gegner, dem Spielstand, der Spielsituation

Sepp Herberger fasste einige seiner taktischen Erfahrungen wie folgt zusammen – wobei wie bei jeder Regel auch hier Ausnahmen möglich sind:
- Beim Dribbling Körper zwischen Mann und Ball
- Man muss auch wegbleiben können (= Raum öffnen)
- Keinen Ball springen lassen (möglichst immer annehmen)
- Dem Ball entgegenstarten
- Keinen Ball vorbeilassen

Die folgenden Ausführungen sind Beispiele für mögliche Taktiken.

### Allgemeine Taktik

#### Individualtaktik
Dies sind individuelle taktische Überlegungen und Maßnahmen einzelner Spieler:
- allgemeingültig:
  - Der Einsatz als Angreifer oder Abwehrspieler ist grundsätzlich abhängig davon, welche Mannschaft im Ballbesitz ist („Der Angriff beginnt in der Verteidigung, die Abwehr beginnt im Sturm“).
  - Finten sollen den Gegenspieler täuschen; vor einem Schuss; vor dem oder im Dribbling; durch Ball-Durchlassen, bei Freistößen etc.

- Individuelle Taktik von Spielern beim Angriff (Beispiele):
  - Mit Freilaufen („Spiel ohne Ball“) will sich der Spieler der gegnerischen Deckung entziehen und sich dem Mitspieler für ein Zuspiel anbieten oder einem Mitspieler den Raum öffnen.
  - Beim Dribbling: Es kann angesetzt werden, um sich in Schussposition zu bringen; zur Ballsicherung mangels Abspielmöglichkeit; um Zeit zu gewinnen; wenn ein Abspiel wegen der Abseitsposition nicht möglich ist
  - Beim Torschuss: überraschende Schüsse; Distanzschuss; Effetbälle je nach Torwartposition; Schussrichtung und -zeitpunkt antäuschen;
  - Abspiel „gegen die Laufrichtung“ des Gegners, …

- Individuelle Taktik von Spielern bei der Abwehr (Beispiele):
  - Beim Tackling (einer Spieltechnik) beziehen sich die taktischen Überlegungen besonders auf den Zeitpunkt der Ausführung und das Verhalten des Gegners (Entgegenstarten);
  - Schon die Stürmer können den Gegner, z. B. nach einem Abstoß, attackieren, um beim Gegner Fehler zu provozieren;
  - Standspiel, Stellungsspiel

#### Gruppentaktik
Bestimmte Mannschaftsgruppen oder mehrere beteiligte Spieler praktizieren zum Beispiel taktische Überlegungen wie folgt:
- Kollektive Taktik beim Angriff:
  - Zuspiel (Pass) in vielen Variationen wie Doppelpass, Steilpass; Pass nur antäuschen und das Spiel mit Dribbling fortsetzen, One-Touch-Fußball, Tiki-Taka; Abwechslung beim Zuspiel (steil/quer, flach/hoch, …);
  - Positionswechsel der Stürmer und Spielverlagerung
  - Flügelspiel – mit der Absicht, die Abwehr auf die Flügel zu zwingen und im Mittelfeld freien Raum zu schaffen – oder um erfolgreich eine Flanke zu schlagen;
  - Konterspiel; bei Ballgewinn in der Abwehr, wenn viele gegnerische Spieler in die eigene Spielhälfte aufgerückt sind;
  - Grundlinienspiel
  - Powerplay
  - Kick and Rush
  - Spiel über den dritten Mann
  - Ballübergabe aus dem Dribbling

- Kollektive Taktik der Abwehr:
  - Übergeben/Übernehmen von Gegenspielern
  - Das Decken des Gegners kann durch Manndeckung oder durch Raumdeckung oder auch kombiniert erfolgen;
  - Abseitsfalle; durch gemeinsames Vorverlegen der Abseitslinie
  - Pressing/Forechecking

#### Mannschaftstaktik
- Defensivtaktik, z. B. bei deutlich überlegenem Gegner
- Offensivtaktik, z. B. wenn der Sturm stärker als die Abwehr inkl. Torwart ist; bei Heimspiel
- Spiel auf Zeit (je nach Spielstand, „Spiel über die Zeit retten“)
- Tempowechsel als Überraschungsmoment

Zu diesem Bereich der Taktik zählt insbesondere auch das Anwenden eines geeigneten Spielsystems.

### Taktik der Spielpositionen
Auf spezielle Spielpositionen bezogene Taktik:
- Torhüter: Stellungsspiel, Zusammenspiel mit der Mannschaft, beim Strafstoß

Weitere positionsbezogene Taktiken kennt man z. B.
- für den Mittelstürmer,
- die Außenstürmer,
- die Innen- und die Außenverteidiger usw.

### Spezielle Taktik
Die Anwendung spezieller Taktiken kann von folgenden Umständen abhängig sein:
- Den Bedingungen des Spieltages: Witterung (Wind, Regen, Kälte, Hitze, Sonnenstand, …), Beleuchtung, Spielfeldgröße, Bodenverhältnisse, eigener/fremder Platz;
- Spielweise des Gegners: ist er technisch/konditionell überlegen? Spielt er hart? Welche Taktik wendet er an? Gibt es Schlüsselspieler, die durch konsequente Deckung aus dem Spiel genommen werden können?
- Spielstand: ist die Mannschaft noch vollständig? Führt sie? Sollte „auf Zeit“ gespielt werden?

Ebenso gibt es taktische Überlegungen bei den folgenden Standardsituationen:
- Freistoß/Mauerbildung; Anstoß; Eckstoß; Freistoß und Strafstoß; Einwurf; Abstoß, Abschlag

## Spielsysteme
Die bekannteste Form der taktischen Ausrichtung ist das Spielsystem. Ein Spielsystem beschreibt für jeden Spieler Position, Spielraum und Aufgaben auf dem Spielfeld und legt dadurch unter anderem fest, ob eine Mannschaft in einer bestimmten Situation eher offensiv oder defensiv spielen will.

## Spielphasen: Vier-Phasen-Modell
Ein inzwischen recht geläufiges Modell zur Strukturierung mannschaftstaktischer Elemente besteht in der Einteilung des Spielgeschehens in vier sich ständig abwechselnde Phasen:
- Eigener Ballbesitz
- Umschalten nach Ballverlust
- Gegnerischer Ballbesitz
- Umschalten nach Ballgewinn

Die Entwicklung dieses Modells wird dem niederländischen Trainer Louis van Gaal zugeschrieben. In den Ballbesitzphasen orientiert sich das mannschaftstaktische Verhalten überwiegend an der jeweiligen defensiven bzw. offensiven Grundordnung. Im Umschaltspiel findet nach Ballverlust der Wechsel von offensiver in defensive Grundordnung statt, nach Ballgewinn entsprechend von defensiver in offensive Grundordnung; alternativ kommen Elemente wie Konterspiel oder Gegenpressing zum Tragen. Standardsituationen wie Freistöße oder Eckbälle werden von dem Vier-Phasen-Modell allerdings nicht abgedeckt.

## Taktikweisheiten
Bezüglich der Fußball-Taktik lassen sich einige allgemeine Regeln darstellen, die sich aus verschiedenen Spiel- und Taktiksystemen herauskristallisiert haben.

### Statistische Analyse
Der Sportwissenschaftler Roland Loy hat statistische Betrachtungen auf der Basis von 3000 Spielanalysen angestellt. Dabei stellte er unter anderem – gegenüber ‚landläufigen‘ Vorurteilen – fest:
- Angriffe über die Flügel versprechen nicht mehr Erfolg als Angriffe durch die Mitte.
- Nur in gut 40 % der Spiele gewinnt diejenige Mannschaft, die mehr Zweikämpfe für sich entschieden hat.
- Nur ein Drittel der Partien wird von der Mannschaft gewonnen, die öfter in Ballbesitz war als die gegnerische Mannschaft.
- Die Erfolgsquote beim Strafstoß liegt bei 77 %, unabhängig davon, ob der Gefoulte den Strafstoß schießt oder ein anderer Spieler.
- Beim Strafstoß ist es irrelevant, ob der Spieler in eine Ecke oder in die Mitte schießt. Erfolgversprechend ist es, den Ball in die obere Hälfte des Tores zu schießen.
- Nach Eckstößen, die auf den kurzen (nahen) Pfosten gespielt werden, fallen deutlich mehr Tore als nach Eckstößen auf den langen (weiten) Pfosten.

Die rein quantitativ-statistische Auswertung von Fußball-Spielen wird jedoch von vielen Fußball-Experten sehr kritisch gesehen.
Während der Europameisterschaft 2016 wurde ein neues Mittel zur statistischen Auswertung vorgestellt, das sog. „Packing“. Bei dieser Analyse wird im Wesentlichen ermittelt, wie viele gegnerische Spieler durch erfolgreiche Pässe ‚aus dem Spiel‘ genommen wurden. Als Beispiel wurde das WM-Halbfinale 2014 zwischen Deutschland und Brasilien (Ergebnis 7:1) angegeben, bei dem gemäß der „Packing-Rate“ – im Gegensatz zu anderen, herkömmlichen Statistiken – die deutsche Mannschaft das überlegene Team war.

### Allgemeines
Als besonders gut funktionierend gelten Mannschaften, die über eine „stabile Mittelachse“ verfügen. Diese besteht aus dem Torwart, zwei Innenverteidigern, zwei zentralen Mittelfeldspielern und einem Zielspieler im Sturm. Nachwuchsspieler werden dabei bevorzugt zunächst auf den Außenpositionen, etwa als Flügelspieler eingesetzt, wo sie von einem erfahrenen Spieler aus dem Zentrum angeleitet werden können und wo Fehler sich nicht im gleichen Maße wie im Zentrum unmittelbar torgefährlich auswirken.
Voraussetzungen für Kombinationsfußball sind neben Ballsicherheit sowie hoher balltechnischer Versiertheit ebenfalls eine hohe Laufbereitschaft der angreifenden Mannschaft. Hinter dieser Spielweise steht die Idee, den Gegner in der eigenen Spielhälfte oder in Strafraumnähe abzuschnüren und zu Fehlern zu zwingen, um so zum Torerfolg zu kommen. Optische Ähnlichkeiten zum Feldhandball oder Eishockey sind vorhanden, da sich alle Spieler der verteidigenden Mannschaft an der Abwehr beteiligen und die angreifende Mannschaft fast alle verfügbaren Spieler mit im Angriff einbindet.

## Weitere taktische Elemente
- Schweizer Riegel
- Totaler Fußball
- Schalker Kreisel